# Rikke Gasmann-Brott
Rikke Gasmann-Brott (13 aprile 1991) è un'ex sciatrice alpina norvegese.

## Biografia
Specialista della prove tecniche attiva dal novembre del 2006, in Coppa Europa Rikka Gasmann-Brott ha esordito il 26 novembre 2012 a Vemdalen in slalom speciale (31ª), ha ottenuto il miglior risultato il 18 dicembre 2012 a Courchevel nella medesima specialità (13ª) e ha preso per l'ultima volta il via il 4 dicembre 2018 a Trysil ancora in slalom speciale, senza completare la prova; si è ritirata al termine di quella stessa stagione 2018-2019 e la sua ultima gara in carriera è stata uno slalom speciale FIS disputato il 28 aprile a Hemsedal. Non ha debuttato in Coppa del Mondo e non ha preso parte a rassegne olimpiche o iridate.

## Palmarès

### Coppa Europa
- Miglior piazzamento in classifica generale: 132ª nel 2013

### Australia New Zealand Cup
- Miglior piazzamento in classifica generale: 2ª nel 2012, nel 2013 e nel 2017
- Vincitrice della classifica di slalom speciale nel 2013, nel 2014 e nel 2017
- 12 podi:
  - 6 vittorie
  - 4 secondi posti
  - 2 terzi posti

### Australia New Zealand Cup - vittorie
| Data              | Località     | Paese         | Specialità |
| ----------------- | ------------ | ------------- | ---------- |
| 3 agosto 2012     | Mount Buller | Australia     | SL         |
| 11 settembre 2012 | Mount Hutt   | Nuova Zelanda | SL         |
| 15 agosto 2013    | Thredbo      | Australia     | SL         |
| 16 agosto 2013    | Thredbo      | Australia     | SL         |
| 24 agosto 2016    | Mount Hotham | Nuova Zelanda | SL         |
| 25 agosto 2016    | Mount Hotham | Nuova Zelanda | SL         |

Legenda:

SL = slalom speciale

### Campionati norvegesi
- 1 medaglia:
  - 1 bronzo (slalom speciale nel 2014)